# 東船場町
東船場町（ひがしせんばちょう）は、徳島県徳島市の町名。新町地区に属している。東船場町一丁目から東船場町二丁目まで存在する。郵便番号は770-0911。

## 地理
徳島市の東部に位置し、東は新町川に面し、西は東新町、南は銀座の銀座商店街に連なる。両国橋から新町橋に至る町筋に第一勧業銀行・高知銀行・兵庫銀行・伊予銀行の各徳島支店、阿波銀行両国橋支店・四国銀行船場支店があって、銀行の町などといわれる。また新町川沿いにあるしんまちボードウォークでは毎月最終日曜日にとくしまマルシェが開催される。

### 河川
- 新町川

## 歴史
元は船場町のうち新町橋から両国橋に至る東の部分で、昭和17年より現在の町名となった。

## 世帯数と人口
2022年（令和4年）9月1日現在の世帯数と人口は以下の通りである。
| 町丁          | 世帯数 | 人口  |
| ------------- | ------ | ----- |
| 東船場町1丁目 | 20世帯 | 43人  |
| 東船場町2丁目 | 55世帯 | 80人  |
| 計            | 75世帯 | 123人 |

## 小・中学校の学区
市立小・中学校に通う場合、学区は以下の通りとなる。
| 番地 | 小学校             | 中学校             |
| ---- | ------------------ | ------------------ |
| 全域 | 徳島市立新町小学校 | 徳島市立富田中学校 |

## 交通

### 道路
一般国道
- 国道438号

## 施設
- 佐和子の店徳島店
- 新町川水際公園
- しんまちボードウォーク
- 国際東船場113ビル
  - 旧高原ビル（登録有形文化財） - 現在は113ビルの旧館として扱われている。